# Penicillium camemberti
Penicillium camemberti és una espècie de fong ascomicot de l'ordre dels eurotials (Eurotiales). És una floridura que forma colònies blanques i flocoses. S'empra per a elaborar formatges tous, blancs i florits, com el camembert, el brie o el neufchâtel. És una espècie que es va domesticar a principis del segle xx, que rarament es troba fora dels espais on es produeixen aquests formatges. Podria derivar de l'espècie P. biforme, que a la vegada derivaria de l'espècie salvatge P. fuscoglaucum de color gris-verd; aquestes dues espècies anteriorment havien estat classificades com una única espècie Penicillium commune.

## Etimologia
El nom actual d'aquest fong prové del formatge camembert i va ser descrit per Charles Thom el 1906 en el butlletí de l'Oficina d'Indústria Animal dels EUA sota el títol Fungi in cheese ripening: Camembert and Roquefort. Altres noms que s'han emprat per a referir-se al mateix fong són P. candidum (Link, 1809), P. caseicola (Bainier, 1907), P. camemberti var. rogeri (Thom, 1910), P. biforme (Thom, 1910).

## Varietats
S'han identificat dues varietats de Penicillium camemberti, la varietat camemberti i la caseifulvum. La varietat camemberti és de color blanc, de creixement radial més lent, però amb un miceli més flonjo que altres Penicillium. Produeix àcid ciclopiazònic en quantitats similars a la que produeixen les soques de P. biforme i exclou eficaçment els competidors del fong. Es troba en formatges com ara el camembert i el brie.

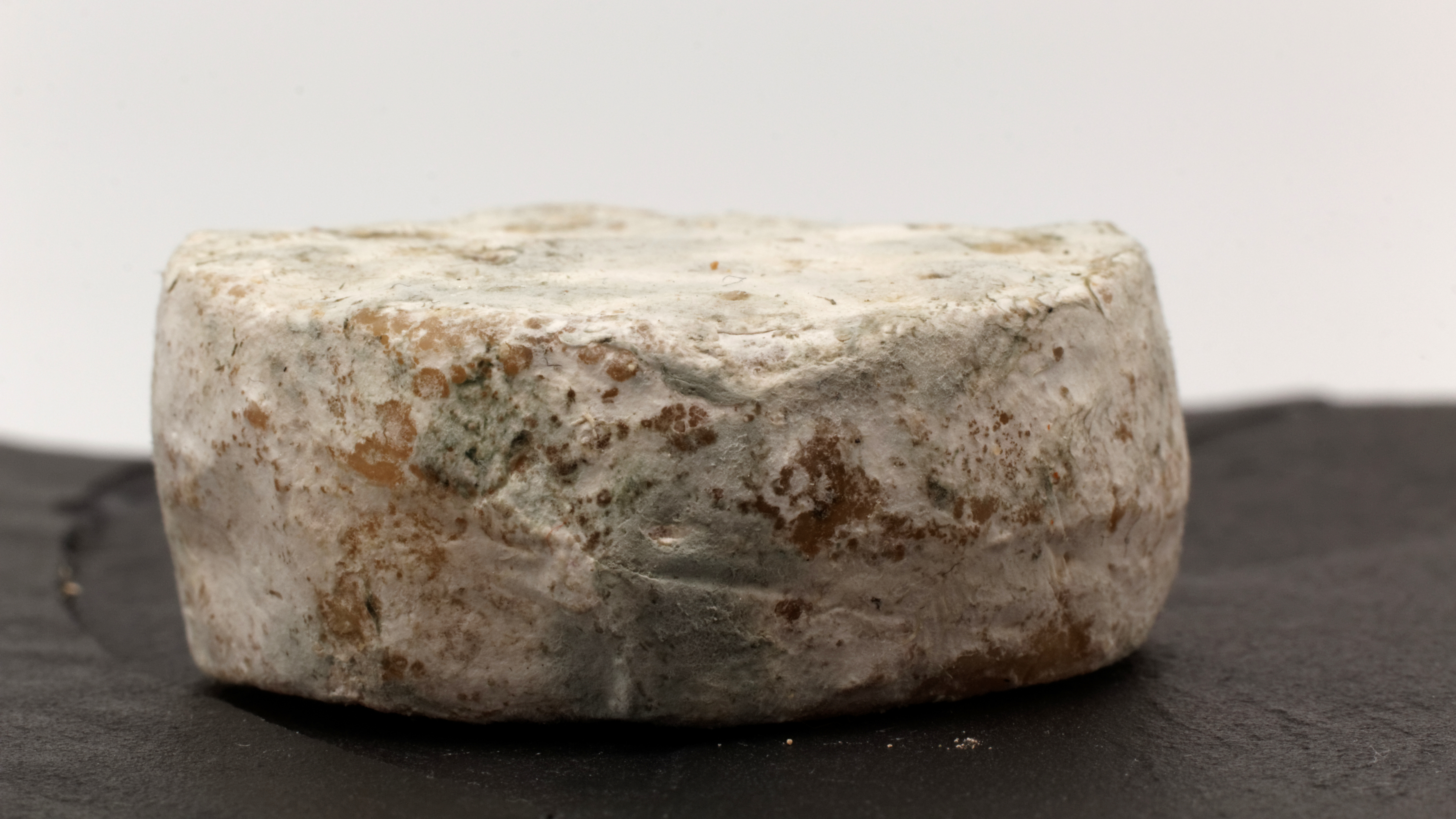
El formatge Rigotte de Condrieu usa la varietat caseifulvum de Penicillium camemberti.

La varietat caseifulvum és de color gris-verdós, té un creixement radial més ràpid i no produeix àcid ciclopiazònic. Creix en medis semblants a les soques de P. biforme, en ambients de coves. Es troba en formatges com el saint-marcellin o el Rigotte de Condrieu.

## Condicions de creixement
La germinació de Penicillium camemberti pot donar-se en valors de pH entre 3,5 i 6,5, temperatures de –1 ℃ a 34 ℃ i activitat de l'aigua de 0,88 aw a 0,99 aw. Les seves condicions òptimes de germinació són al voltant de 5,5 de pH, 25 ℃ i 0,99 aw. El temps estimat de germinació és de deu hores, a la temperatura i activitat de l'aigua òptima i sense àcids orgànics.
Pel que fa a l'esporulació, l'activitat de l'aigua òptima és de 0,96.
En la producció de formatge, el pH es redueix al voltant de 4,6 durant les primeres 24 hores i incrementa durant la maduració, fins a 7 a la part exterior del formatge i 5,5 al centre. El formatge final, mesura 0,93 aw a la superfície i 0,97 aw al centre.
Té una alta tolerància a la sal.

## Metabolisme
En la formació de formatges, el Penicillium camemberti metabolitza el lactat en diòxid de carboni i aigua, amb la qual cosa incrementa el pH de la superfície del formatge, on es desenvolupa el miceli. El lactat migra cap a la superfície, on és usat com a font de carboni pel fong. Quan el lactat s'esgota, el fong metabolitza la caseïna, que dels seus aminoàcids produeix amoníac i aminoàcids, cosa que incrementa encara més el pH de la superfície. Les proteases del fong s'activen amb l'augment del pH, però els enzims migren molt a poc a poc i només arriben a 6 mm de la superfície. A l'interior del formatge, els enzims que provoquen major activitat són la plasmina de la llet i els enzims dels bacteris làctics del cultiu iniciador.